# Doscientos
El doscientos (200) es el número natural que sigue al ciento noventa y nueve y precede al doscientos uno.

## Propiedades matemáticas
- Es un número compuesto, que tiene los siguientes factores propios: 1, 2, 4, 5, 8, 10, 20, 25, 40, 50 y 100.
- Como la suma de sus factores es 265 > 200, se trata de un número abundante.
- Es un número de Harshad.

- Datos: Q713744
- Multimedia: 200 (number) / Q713744